# ТЕС Тіна
34°41′12.4″ пн. ш. 10°38′32.5″ сх. д. / 34.686778° пн. ш. 10.642361° сх. д.
ТЕС Тіна – теплова електростанція в Тунісі. Знаходиться на околиці другого за величиною міста країни Сфакс, у центральній частині її східного узбережжя.
В 2000-х роках, на тлі стрімкого зростання енергоспоживання в Тунісі, вирішили доповнити енергогенеруючі потужності кількома тепловими електростанціями на основі газових турбін, встановлених на роботу у відкритому циклі. Однією з них стала ТЕС Тіна, на якій у 2004 році запустили першу турбіну виробництва компанії General Electric типу 9001E потужністю 120 МВт.  На початку 2006-го уклали угоду про доповнення станції другим таким же об’єктом, при цьому він мав стати до ладу вже у червні наступного року. А у 2010-му ввели в експлуатацію третю однотипну турбіну, що збільшило загальну потужність станції до 360 МВт.
Споруджена за технологією відкритого циклу, ТЕС Тіна має низький коефіцієнт паливної ефективності – 29%, поступаючись не лише станціям комбінованого циклу, але і ряду туніських конденсаційних електростанцій.